# Choix civique pour l'Italie
 (avril 2020).
Si vous disposez d'ouvrages ou d'articles de référence ou si vous connaissez des sites web de qualité traitant du thème abordé ici, merci de compléter l'article en donnant les références utiles à sa vérifiabilité et en les liant à la section « Notes et références ».
Choix civique pour l'Italie (en italien : Scelta Civica per l'Italia, souvent abrégé en Scelta Civica) était un parti politique italien, centriste et libéral, fondé en 2013 par Mario Monti et dissous en 2018.

## Historique

### Naissance
À l'approche des élections législatives anticipées de février 2013, le président du Conseil des ministres indépendant Mario Monti décide de « monter en politique » et présente un programme politique, baptisé « Agenda Monti ». Constatant l'existence d'un consensus entre certaines forces politiques, il choisit de constituer une liste électorale qui aurait pour objectif la mise en œuvre de son projet.
La liste « Choix civique » est officiellement présentée le 4 janvier 2013 à Rome, par Monti lui-même. Il annonce que le parti ne présentera aucun parlementaire sortant, mais que des forces centristes et libérales, des représentants d'organisations catholiques et des ministres du gouvernement technique alors au pouvoir composeront une liste de personnalités issues de la société civile.

### Élections de 2013
En vue du scrutin parlementaire, SC constitue une coalition, qui prend le nom de « Avec Monti pour l'Italie » (en italien : Con Monti per l'Italia) et qui réunit l'Union de centre (UdC) et Futur et liberté pour l'Italie (FLI). Chaque formation aura sa liste pour les élections à la Chambre, mais formeront des listes uniques pour les élections au Sénat.
Aux élections de février 2013, Choix civique récolte 8,3 % des voix pour l'élection de la chambre basse, ce qui lui donne 37 députés sur 630, tandis que la coalition Avec Monti s'adjuge 9,1 % des suffrages pour l'élection de la chambre haute, soit 19 sénateurs sur 315, dont 15 issues de SC. À l'ouverture de la XVIIe législature, tous les partis de la coalition constituent, dans chaque chambre, un groupe baptisé « Choix civique pour l'Italie ». Mario Monti, sénateur à vie, rejoint le groupe sénatorial de sa coalition.

### Membre de la large entente
Dans les semaines qui suivent, Choix civique se dit prêt à soutenir un « gouvernement de large entente » (Governo de larghe entese), qui unirait centre gauche et centre droit. Le 12 mars 2013, un comité directeur provisoire est installé, présidé par Monti et coordonné par le sénateur Andrea Olivero.
Finalement, le 28 avril, Enrico Letta, du Parti démocrate (PD), est nommé président du Conseil et forme un gouvernement dont font partie Le Peuple de la liberté (PDL) et SC. Le président du groupe au Sénat, Mario Mauro, est ainsi nommé ministre de la Défense, et Enzo Moavero Milanesi, ministre sortant pour les Affaires européennes, est reconduit dans ses fonctions.
Moins de trois semaines après, le 16 mai, l'assemblée des délégués élit Mario Monti président du parti, et ce dernier nomme une semaine plus tard son comité de la présidence, dans lequel Olivero conserve ses fonctions de coordinateur politique, mais où ne siège plus Andrea Riccardi, vice-président suppléant de SC depuis sa création.

### Démission de Monti
Le 17 octobre 2013, Mario Monti, créateur et président du mouvement, en démissionne, en raison de l'hostilité de certains sénateurs à son encontre, notamment Mario Mauro et Pier Ferdinando Casini (qui souhaitaient un vote secret lors de la prochaine déchéance de Silvio Berlusconi au Sénat). Il renonce à faire adhérer ce mouvement au Parti populaire européen, après avoir entrepris des démarches en ce sens. En novembre 2013, certaines personnalités politiques qualifiées de « populaires » comme Mario Mauro quittent le mouvement pour créer avec Casini les groupes parlementaires Pour l'Italie.

### Les élections européennes de 2014
Pour les élections européennes de 2014, il soutient Guy Verhofstadt et présente une liste commune, Choix européen, avec le Centre démocrate et Faire pour arrêter le déclin (en) de Michele Boldrin.

### Rapprochement avec Denis Verdini puis avec Raffaele Fitto
En juillet 2016, après de nombreuses indiscrétions au sujet de la fusion avec l'Alliance libéral-populaire-Autonomies (ALA) (groupe de députés dirigés par Denis Verdini qui ont quitté Forza Italia pour soutenir le gouvernement Renzi), c'est Enrico Zanetti qui confirme lui-même cette décision. Le 14 juillet 2016, la majorité du groupe parlementaire à la Chambre des députés, soit 15 députés sur 20, se dit contraire à cette union avec ALA, et du coup abandonnent le parti, tout en restant dans le groupe parlementaire Scelta Civica per l'Italia. Ce groupe change alors de nom le 12 octobre 2016 et devient alors celui des Civici e Innovatori. En même temps, Zanetti et les quatre députés restants (Giulio Cesare Sottanelli (it), Angelo Antonio D'Agostino, Valentina Vezzali et Mariano Rabino) adhérent alors au groupe mixte. Le 14 octobre 2016 est alors fondé à la Chambre un nouveau groupe appelé « Scelta Civica verso Cittadini per l'Italia - MAIE », sanctionnant ce faisant la fusion entre Alleanza Liberalpopolare-Autonomie et ce qui reste de Choix civique ; de ce groupe font partie 16 députés : 5 de Choix civique (Zanetti, Sottanelli, D'Agostino, Vezzali e Rabino), 8 de ALA (Massimo Parisi, Giuseppe Galati, Monica Faenzi, Giovanni Mottola, Ignazio Abrignani, Giorgio Lainati, Francesco Saverio Romano et Luca D'Alessandro), 2 du Mouvement associatif des Italiens à l'étranger (MAIE) (Ricardo Antonio Merlo et Mario Borghese) ainsi qu'un député indépendant ex Fare! (Marco Marcolin). Le 7 décembre 2016, les groupes parlementaires deviennent à la fois, à la Chambre et au Sénat, ceux de ALA - Scelta Civica per la Costituente Liberale e Popolare.
Fin 2017, SC rompt avec ALA et décide de faire partie de la coalition de centre droit. Trois députés quittent alors le parti tandis que ceux qui restent s'allient avec Raffaele Fitto dans Nous avec l'Italie (NcI). Le groupe parlementaire auquel il participe prend alors le nom de Noi con l'Italia-Choix civique-MAIE.
Lors des élections générales du 4 mars 2018, Nous avec l'Italie ne recueille que 1,3 % des voix à la Chambre et 1,18 % au Sénat, ce qui prive cette formation de toute représentation parlementaire.

## Idéologie
Choix civique est un parti profondément pro-européen, défenseur du libéralisme économique, d'une réduction de la place de l'État dans l'économie, de la famille et de la moralisation de la vie politique.

## Organes de direction

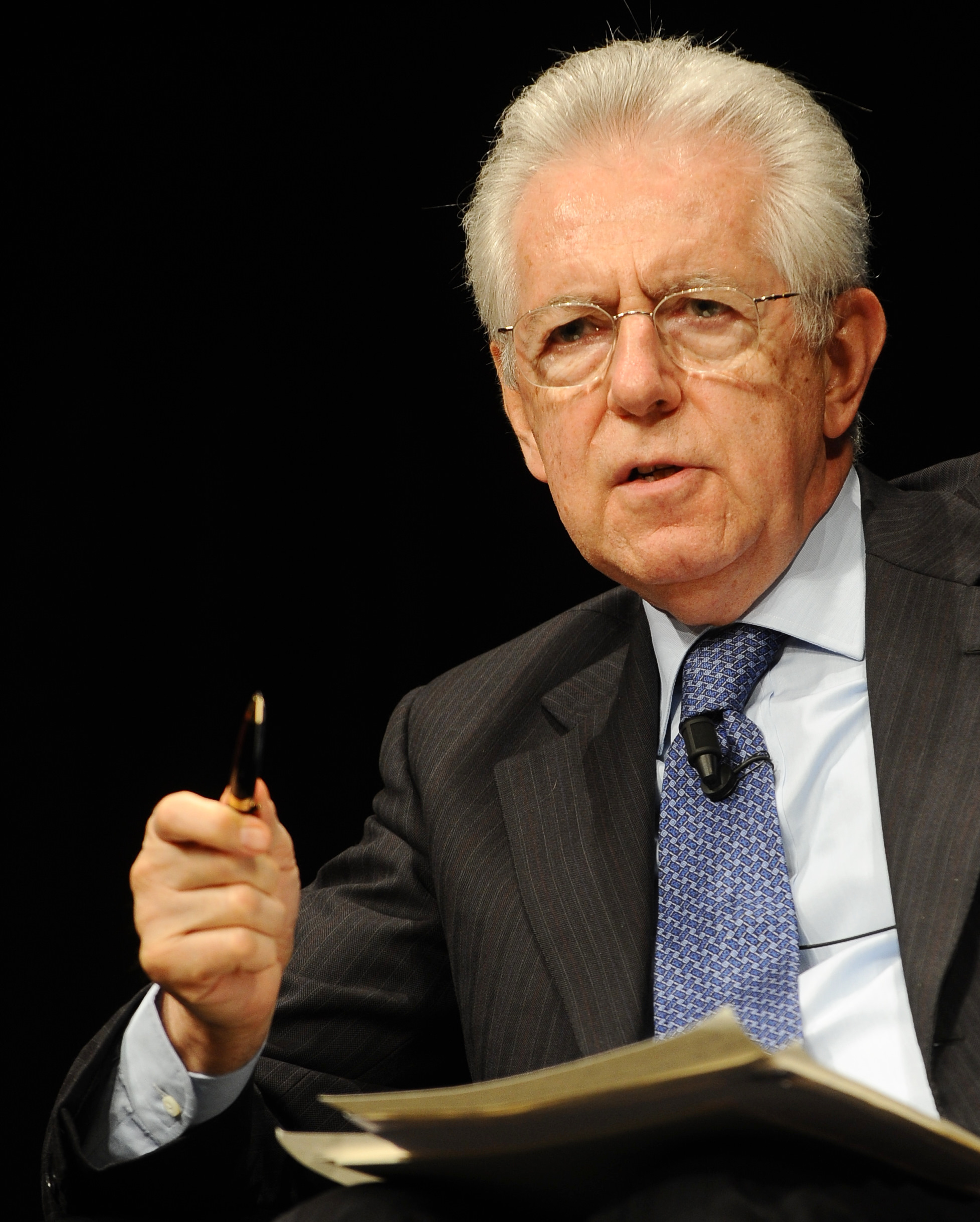
Mario Monti.

Le parti est dirigé par le « comité de la présidence » (en italien : Comitato di Presidenza) qui comprend notamment le président, les vice-présidents et le coordinateur politique.

### Présidents
| Période                           | Nom                      | Fonctions      |
| --------------------------------- | ------------------------ | -------------- |
| 4 janvier - 16 mars 2013          | Andrea Riccardi          |                |
| 16 mars - 17 octobre 2013         | Mario Monti              | sénateur à vie |
| 17 octobre 2013 - 10 avril 2014   | Alberto Bombassei        | député         |
| 4 juillet - 26 septembre 2014     | Renato Balduzzi          | intérim        |
| 11 juillet 2015 - 14 juillet 2016 | Salvatore Matarrese (it) |                |
| 7 avril 2017 - 19 décembre 2017   | Mariano Rabino           |                |

- Vice-présidents :
  - Maria Paola Merloni (it), sénatrice (jusqu'au 16 novembre 2013) ;
  - Luciano Cimmino, député (jusqu'au 16 novembre 2013) ;
  - Milena Santerini (it), députée (jusqu'au 16 novembre 2013) ;
  - Ilaria Borletti Buitoni, députée (depuis le 16 novembre 2013);
- Coordinateur politique :
  - Andrea Olivero, sénateur (12 mars 2013 - 1er août 2013)
  - Comité (1er août 2013 - 16 novembre 2013)
  - Stefania Giannini, sénatrice (16 novembre 2013 - 4 juin 2014)
  - Enrico Zanetti, député (8 février 2015 - 19 décembre 2017) ;

## Résultats électoraux

### Élections générales
| Année | Chambre des députés | Chambre des députés | Chambre des députés | Sénat          | Sénat          | Sénat    | Rang | Gouvernement                                                   |
| Année | Voix                | %                   | Mandats             | Voix           | %              | Mandats  | Rang | Gouvernement                                                   |
| ----- | ------------------- | ------------------- | ------------------- | -------------- | -------------- | -------- | ---- | -------------------------------------------------------------- |
| 2013  | 2 824 001           | 8,30                | 37 / 630            | Au sein de CMI | Au sein de CMI | 14 / 304 | 4e   | Letta (2013-2014), Renzi (2014-2016), opposition (depuis 2016) |

### Élections européennes
| Année | Voix          | %             | Sièges | Rang |
| ----- | ------------- | ------------- | ------ | ---- |
| 2014  | au sein de SE | au sein de SE | 0 / 73 | 9e   |